# Elsendorf
Elsendorf è un comune tedesco di 2 049 abitanti, situato nel land della Baviera.